# Galisyjski Blok Nacjonalistyczny
Galisyjski Blok Nacjonalistyczny (galic. Bloque Nacionalista Galego, BNG) – nacjonalistyczna organizacja partyjną działająca w hiszpańskiej Galicji. BNG broni języka galisyjskiego i autonomii parlamentu galisyjskiego. Składa się z niezależnych, ale sfederowanych partii politycznych, które tworzą stałą koalicję wyborczą. Początkowo BNG wspierał niepodległość Galicji jako pierwszoplanowy cel swojej działalności, ale po wchłonięciu regionalistycznej Unidade Galega w 1990, Blok zaczął opowiadać się przeciwko pełnej niepodległości Galicji, popierając jej autonomię w granicach Hiszpanii. Liderami BNG są: Anxo Quintana i przewodniczący Rady Narodowej Xosé Manuel Beiras.
BNG była drugą pod względem liczby mandatów partia w parlamencie galisyjskim po wyborach w 2001 roku, zdobywszy uprzednio 17 miejsc. Byli in wówczas zaraz za Partido Popular, ale w wyniku wyborów w 2005 roku Blok utracił 4. miejsca i zajął ostatecznie trzecie miejsce. Pomimo niezadowalającego wyniku wyborczego, BNG miał wystarczającą siłę, aby wejść w skład rządu Galicji, w koalicji z partią socjalistyczną. Były to ich pierwsze doświadczenia w rządzeniu, a Quintana został wiceprezydentem. Podczas wyborów ogólnokrajowych w 2004 roku, Blok uzyskał 0.8% głosów i zapewnił sobie 2 miejsca w Izbie Deputowanych hiszpańskiego parlamentu. W czasie wyborów do Parlamentu Europejskiego partii nie powiodło się i żaden z jej przedstawicieli nie został europosłem (w poprzedniej kadencji BNG miał jednego). Blok opisuje siebie jako „front patriotyczny”, który opiera się na organizacji zbudowanej według modelu zgromadzenia, w której każdy głosuje we własnym imieniu. W skład BNG wchodzi duża liczba partii dość znacznie różniących się od siebie pod względem orientacji ideowych (komuniści, socjaliści, socjaldemokraci). W 2012 roku doszło w partii do rozłamu w wyniku którego powstała odrębna partia o nazwie Anova, która to utworzyła koalicję ze Zjednoczoną Lewicą.

## Skład koalicji
W skład bloku wchodzą:
- Galisyjska Unia Ludowa (Unión do Povo Galego, UPG) – komuniści
- Nacjonalistyczna Lewica (Esquerda Nacionalista, EN) – socjaldemokraci
- Jedność Galisyjska (Unidade Galega, UG) – socjaldemokraci
- Socjalistyczny Kolektyw (Colectivo Socialista, CS) – socjaliści
- Inzar – koalicja maoistowskiego Ruchu Komunistycznego (Movimiento Comunista, MC) i trockistowskiej Rewolucyjnej Ligi Komunistycznej (Liga Comunista Revolucionaria, LCR)
- Galisyjska Partia Nacjonalistyczna – Partia Galicyjska (Partido Nacionalista Galego-Partido Galeguista, PNG) – socjalliberałowie
- Galisyjski Ruch na Rzecz Socjalizmu (Movemento Galego ao Socialismo, MGS) – komuniści, niezależni[3]